# Mesorregión del Norte Mato-Grossense
La Mesorregión del Norte Mato-Grossense es una de las cinco mesorregiones del estado brasileño de Mato Grosso. Está formada por la unión de 55 municipios agrupados en ocho microrregiones.

## Microrregiones
- Alta Floresta
- Alto Teles Pires
- Arinos
- Aripuanã
- Colíder
- Paranatinga
- Parecis
- Sinop

- Datos: Q2122447